# Slavkovica
Slavkovica (Servisch: Славковца) is een plaats in de Servische gemeente Ljig. De plaats telt 741 inwoners (2002).